# Pires do Rio (kommun)
Pires do Rio är en kommun i Brasilien.   Den ligger i delstaten Goiás, i den sydöstra delen av landet, 180 km söder om huvudstaden Brasília. Antalet invånare är 28 691.
Följande samhällen finns i Pires do Rio:
- Pires do Rio

Omgivningarna runt Pires do Rio är huvudsakligen savann. Runt Pires do Rio är det ganska glesbefolkat, med 27 invånare per kvadratkilometer.